# Zhezkazgan Airport
Zhezkazgan Airport är en flygplats i Kazakstan. Den ligger i den centrala delen av landet, 500 km sydväst om huvudstaden Astana. Zhezkazgan Airport ligger 381 meter över havet.
Terrängen runt Zhezkazgan Airport är huvudsakligen platt. Zhezkazgan Airport ligger uppe på en höjd.  Trakten runt Zhezkazgan Airport är nära nog obefolkad, med mindre än två invånare per kvadratkilometer. Närmaste större samhälle är Zjezkazgan, 8,6 km norr om Zhezkazgan Airport. Trakten runt Zhezkazgan Airport består i huvudsak av gräsmarker.